# (4225) Hobart
Pour les articles homonymes, voir Hobart (homonymie).
(4225) Hobart est un astéroïde de la ceinture principale.

## Description
(4225) Hobart est un astéroïde de la ceinture principale. Il fut découvert le 31 janvier 1989 à Okutama par Tsutomu Hioki et Nobuhiro Kawasato. Il présente une orbite caractérisée par un demi-grand axe de 2,24 UA, une excentricité de 0,11 et une inclinaison de 3,5° par rapport à l'écliptique.

## Compléments